# 대한민국의 의무부대 및 조직 목록
다음은 대한민국 국군의 의무조직에 관한 목록이다. 대한민국 육군 의무대의 조직은 작전부대를 직접 지원하는 전투의무대대를 제외하고 1971년 1월에 의무사령부가 국방부로 이관되고, 통합 등의 조직의 변혁으로 대부분 편제표에서 내려졌다.

## 사령부
- 국군의무사령부; 1971년 1월 11일, 육군에서 국방부로 이전됨.
- 의무교육기지사령부; 1954년 3월 15일, 경남 마산에서 창설.;
- 병원기지사령부; 1954년 3월 15일, 부산에서 창설.; 1956년 12월 31일, 해체;

## 기관
- 제1치과진료소; 1980년 6월 15일, 논산지구병원 치과부로 재편성.
- 제1야전의무시험소; 1954년 2월 9일, 강원 춘천에서 창설.
- 제109군견훈련소; 1965년, 창설.
- 강릉보급소; 1950년 10월 9일, 강릉에서 창설.
- 경주보급소; 1950년 9월 14일, 경북 경주에서 창설.
- 남원보급소; 1951년 11월 25일, 남원에서 창설.
- 안동보급소; 1950년 7월 20일, 안동에서 창설.
- 영동보급소; 1950년 7월 20일, 영동에서 창설.
- 원주보급소; 1951년 1월 2일, 원주에서 창설.
- 함안보급소; 1950년 7월 20일, 함안에서 창설.
- 군의무시험소; 1971년 7월 15일, 야전의무시험소로 개명, 1974년 12월 1일, 해체.
- 수의동물진료소; 1971년 12월 10일, 춘천 학곡리에서 개원.; 1984년 9월 1일, 해체.
- 야전의무시험소; 1971년 7월 15일, 군의무시험소에서 개명.
- 중앙의무시험소; 1971년 1월 11일, 육군에서 국방부로 넘어감.
- 중앙치과진료소; 1960년 10월 22일, 창설.; 1971년 1월 11일, 육군에서 국방부로 넘어감.; 1971년 7월 15일, 제1치과진료소로 개편.
- 중앙치과기공소; 1960년 8월 10일, 대구에서 창설.; 1984년 9월 1일, 국군수도병원 치과부로 병합.

- 육군요양원; 1950년 8월 16일, 제6육군병원으로 재편성.

- 국군군의학교; 1950년 7월 9일, 폐교.; 11월 7일 개교.; 1971년 1월 11일, 육군에서 국방부로 넘어감.
  - 간호사관생도 과정; 1951년 1월 6일, 설치.
- 국군간호학교; 1967년 8월 15일, 설립; 1971년 1월 11일, 육군에서 국방부로 넘어감.
- 간호고등기술학교; 1957년 4월 15일, 설립;

- 해군병원
- 해군포항병원; 1949년 4월 15일, 인천에서 제2해군병원으로 창설.; 1964년 해군포항병원으로 개명.; 1971년, 국방부로 넘어가 국군포항통합병원으로 개명. 1984년, 국군포항병원로 개명; 2000년 1월 1일, 해군으로 넘어가 포항병원으로 개명.
- 해국군의학교; 1946년 3월 11일, 진해에서 위생분대로 창설.; 1947년 9월 1일, 학교로 개편.; 1952년 4월 12일, 군의학교로 개편.; 1956년 7월 1일 의무단으로 통합.; 1967년 1월 1일, 해체 및 육군군의학교로 통합.

- 공군병원; 1949년 10월 1일, 공군병원으로 창설.; 1962년 3월 1일, 항공의료원으로 개편.
  - 대전분원; 1950년 8월 3일, 설치.; 1950년 10월 10일, 해체.
  - 김해분원; 1950년 8월 3일, 설치.; 1950년 10월 10일, 해체.
  - 포항분원; 1950년 8월 3일, 설치.; 1950년 10월 10일, 해체.
  - 마산분원; 1951년 8월 3일, 설치.; 1951년 4월 19일, 제1분원으로 개명.; 1951년 10월, 본원으로 통합.
  - 부산분원; 1951년 8월 3일, 설치.; 1951년 4월 19일, 제2분원으로 개명.; 1951년 10월, 해체.
- 공군의무교육대; 1952년 7월 1일, 경남 마산에서 창설; 1967년 1월 1일, 해체 및 육군군의학교로 통합.
- 공군항공의료원; 1962년 3월 1일, 공군병원을 개편.
- 공군항공의학연구소; 1952년 7월 1일, 경남 마산에서 창설; 1962년 3월 1일, 공군 항공의학연구소로 통합.;

## 단
- 제1야전의무단; 1950년 7월 9일, 창설; 11월 7일, 해체.
- 제1의무단; 1940년 9월 28일, 서울에서 창설.; 1960년 10월 25일, 경기 양주에서 창설.; 1971년 1월 15일, 해체.
- 제2의무단; 1960년 11월 1일, 강원 춘성에서 창설.; 1971년 1월 15일, 해체.
- 국군의무사령부 지원근무단; 1971년 1월 11일, 육군에서 국방부로 이전됨.

## 창
- 제1의무보급창; 1954년 4월 30일, 제1의무보급중대에서 재편성.
- 제2의무보급창; 1954년 4월 30일, 제2의무보급중대에서 재편성.
- 의지제가창; 1951년 8월 16일, 부산에서 창설.
- 대구 의무기지창; 1954년 10월 31일, 해체.
- 위생재료창; 1950년 4월 15일, 부평에서 창설.; 1954년 4월 30일, 육군 의무기지보급창으로 개명.
  - 서울 분창; 1950년 10월, 창설.

## 대대
- 제1의무대대; 1951년 8월 1일, 창설.; 1971년 7월 15일, 해체.
- 제2의무대대; 1953년 7월 10일, 대구에서 창설.; 1958년 11월 15일, 해체.
- 제3의무대대; 1971년 7월 15일, 제2의무대로 축소.
- 제5의무대대; 1958년 11월 15일, 해체.
- 제6의무대대; 1960년 10월 25일, 강원 원주에서 창설.; 1971년 7월 15일, 해체.
- 제7의무대대; 1954년 3월 15일, 대구에서 창설.; 1971년 7월 15일, 해체.

- 의무후송대대; 1950년 11월 창설.

## 중대
- 제1의무호숭중대; 1971년 7월 15일, 6에서 서수 변경.
- 제2의무호숭중대; 1971년 7월 15일, 해체 및 12에서 서수 변경.
- 제3의무호숭중대; 1971년 7월 15일, 해체 및 20에서 서수 변경.
- 제5의무호숭중대; 1953년, 창설 1971년 7월 15일, 해체 및 21에서 서수 변경.
- 제6의무호숭중대; 1971년 7월 15일, 1로 서수 변경.
- 제7의무호숭중대; 1953년 2월 11일, 강원 양에서 창설.; 1971년 7월 15일, 26에서 서수 변경.
- 제8의무호숭중대; 1953년 4월 15일, 대구에서 창설.; 1971년 7월 15일, 해체.
- 제9의무호숭중대; 1953년 4월 15일, 대구에서 창설.;  1971년 7월 15일, 해체.
- 제11의무호숭중대; 1971년 7월 15일, 해체.
- 제12의무호숭중대; 1953년 6월 30일, 대구에서 창설.; 1971년 7월 15일, 2로 서수 변경.
- 제15의무호숭중대; 1953년 7월 28일, 대구에서 창설.; 베트남.
- 제16의무호숭중대; 1953년 7월 28일, 대구에서 창설.; 1971년 7월 15일, 해체.
- 제17의무호숭중대; 1971년 7월 15일, 해체.
- 제18의무호숭중대; 1971년 7월 15일, 해체.
- 제19의무후송중대; 1973년 3월 4일, 베트남에서 해체.
- 제20의무호숭중대; 1953년 12월 9일, 대구에서 창설.; 1971년 7월 15일, 3으로 서수 변경.
- 제21의무호숭중대; 1971년 7월 15일, 5로 서수 변경.
- 제22의무호숭중대; 1971년 7월 15일, 해체.
- 제23의무호숭중대; 1971년 7월 15일, 해체.
- 제25의무호숭중대; 1971년 7월 15일, 해체.
- 제26의무호숭중대; 1971년 7월 15일, 해체.
- 제26의무호숭중대; 1971년 7월 15일, 7로 서수 변경.
- 제27의무호숭중대; 1966년 8월 14일, 창설.

- 제1의무보급중대; 1951년 4월 25일, 충북 청추에서 창설.; 1954년 4월 30일, 제1의무보급창으로 재편성.
- 제2의무보급중대; 불명, 인천에서 창설.; 1953년 3월 11일, 인천에서 창설.; 1954년 4월 30일, 제2의무보급창으로 재편성.

- 제1예방의무중대; 1965년 11월 15일, 해체.
- 제2예방의무중대; 1952년 10월 15일, 대구에서 창설.; 1952년 10월 5일, 대구에서 창설.; 1971년 7월 15일, 해체.
- 제3예방의무중대; 1971년 7월 15일, 해체.
- 제6예방의무중대; 1973년 3월 4일, 베트남에서 해체.

- 제1치료중대; 1952년 7월 18일, 강원 원주에서 창설.; 1972년 2월 7일, 베트남에서 해체.
- 제2의무치료중대; 1958년 11월 15일, 해체.
- 제3치료중대; 1965년 11월 15일, 해체.
- 제5치료중대; 1965년 11월 15일, 해체.
- 제6치료중대; 1965년 11월 15일, 해체.
- 제7치료중대; 1965년 11월 15일, 해체.

## 소대
- 예방의무소대; 1965년 11월 15일, 방역반에서 재편성.; 1966년 10월 1일, 의무근무대로 통합.
- 제1예방의무소대; 1965년 11월 15일, 부산 제1방역반에서 재편성.; 1966년 10월 1일, 군수기지사령부 의무근무대로 통합.
- 제2예방의무소대; 1965년 11월 15일, 광주 제2방역반에서 재편성.; 1966년 10월 1일, 전투기지교육사령부 의무근무대로 통합;
- 제3예방의무소대; 1965년 11월 15일, 대전 제3방역반에서 재편성.; 1966년 10월 1일, 제3관구사령부 의무근무대로 통합;
- 제5예방의무소대; 1965년 11월 15일, 대구 제5방역반에서 재편성.; 1966년 10월 1일, 제5관구사령부 의무근무대로 통합;
- 제6예방의무소대; 1965년 11월 15일, 서울 제6방역반에서 재편성.; 1966년 10월 1일, 의무근무대로 통합;
- 제7예방의무소대; 베트남.
- 제8예방의무소대; 1966년 9월 1일 창설.

## 대
- 제2의무대; 1971년 7월 15일, 제3의무대대에서 축소.

- 의무근무대; 1962년 10월 15일, 창설.
- 제3의무근무대; 1973년 3월 1일, 창설 및 서울 영등포에서 3군지사 예속.
- 제5의무근무대; 1962년 10월 15일, 창설.; 1966년 10월 1일, 의무교육기지사령부로 통합.
- 제6의무근무대; 1962년 10월 15일, 창설.; 1966년 10월 1일, 수도육군병원으로 통합.

- 제1의무보급대; 1950년 1월 21일, 부산에서 창설.
- 제2의무보급대; 1966년 10월 1일, 해체.
- 제3의무보급대;

- 제1치과근무대; 1967년 1월 25일, 강원 원주에서 창설.; 1974년 12월 1일, 해체.
- 제2치과근무대; 1967년 1월 25일, 강원 춘천에서 창설.; 1974년 12월 1일, 해체.
- 제3치과근무대; 1967년 1월 25일, 경기 의정부에서 창설.; 1974년 12월 1일, 해체.

- 제11의무실; 1971년 7월 15일, 해체.
- 제12의무실; 1971년 7월 15일, 해체.
- 제15의무실; 1971년 7월 15일, 해체.
- 제16의무실; 1971년 7월 15일, 해체.

- 병원열차대; 1950년 12월, 창설.
- 제2병원열차대; 1950년 12월 10일, 대구에서 창설.; 1959년 9월 15일, 해체.
- 제2병원열차대; 1950년 12월 10일, 대구에서 창설.; 1959년 9월 15일, 해체.
- 제3병원열차대; 1950년 1월 27일, 서울에서 창설.; 1959년 9월 2일, 해체.
- 제5병원열차대; 1954년 3월 15일, 대구에서 창설.; 1955년 7월 25일, 해체.
- 제6병원열차대; 1954년 5월 15일, 창설.; 1955년 7월 25일, 해체.

## 반
- 제1의무대대본부, 본부반; 1974년 12월 1일, 해체.
- 제2의무대대본부, 본부반; 1974년 12월 1일, 해체.

- 제1유행성출혈열연구반; 1971년 7월 15일, 해체.

- 제1외과치료반;
- 제2외과치료반;
- 제3외과치료반;

- 제1치과보철반; 대구에서 창설.; 1966년 10월 1일, 해체.
- 제2치과보철반; 대구에서 창설.; 1966년 10월 1일, 해체.
- 제1치과수술반; 1953년 6월 15일, 대구에서 창설.; 1966년 10월 1일, 해체.
- 제2치과수술반; 1953년 6월 15일, 대구에서 창설.; 1966년 10월 1일, 해체.
- 제3치과수술반; 1953년 6월 15일, 대구에서 창설.; 1966년 10월 1일, 해체.
- 제5치과수술반; 1953년 6월 15일, 대구에서 창설.; 1966년 10월 1일, 해체.
- 제6치과수술반; 1953년 6월 15일, 대구에서 창설.; 1966년 10월 1일, 해체.
- 제7치과수술반; 1954년 3월 15일, 창설.; 1966년 10월 1일(혹은 1972년 1월 15일), 해체.
- 제8치과수술반; 1954년 4월 15일, 창설.; 1966년 10월 1일(혹은 1972년 1월 15일), 해체.
- 제9치과수술반; 1954년 6월 15일, 창설.; 1966년 10월 1일(혹은 1972년 1월 15일), 해체.

- 제2식품검사반; 1971년 7월 15일, 해체.
- 제7식품검사반; 1971년 7월 15일, 해체.
- 제8식품검사반; 1971년 7월 15일, 해체.
- 제9식품검사반; 1966년 9월 1일, 창설.; 1973년 3월 4일, 베트남에서 해체.
- 제21식품검사반; 1966년 9월 1일, 창설.
- 제11식품검사반; 1971년 7월 15일, 해체.
- 제18식품검사반; 1971년 7월 15일, 해체.
- 제19식품검사반; 베트남.
- 제21식품검사반; 1966년 8월 14일, 창설.; 1971년 7월 15일, 해체.

- 제1의무기술정보반; 1954년 2월 2일, 대구에서 창설.

- 방역반; 1965년 11월 15일, 예방의무소대로 재편성.

## 병원
- 제1육군병원; 1947년 5월 1일, 서울에서 창설.; 1971년 1월 11일, 국군대구병원으로 재편성.
- 제2육군정양병원; 1948년 10월 1일, 충남 대전에서 창설.; 1952년 10월 5일, 정양병원으로 재편성.; 1958년 11월 15일, 해체.
- 제3육군병원; 불명, 광주에서 창설.; 1971년 1월 11일, 국군부산병원으로 재편성됨.
- 제5육군병원; 1949년 1월 22일, 부산에서 창설.; 1965년 9월 1일, 해체.
- 제6육군병원; 1950년 8월 16일, 육군요양원에서 재편성.; 10월 15일, 7로 서수 변경.
- 제7육군정양병원; 1950년 10월 15일, 6에서 서수 변경. 1952년 10월 5일, 정양병원으로 재편성.
- 제15육군병원; 1950년 9월 15일, 경북 경주에서 창설.; 1971년 1월 11일, 해체.
- 제16육군병원; 1971년 1월 11일, 해체.
- 제17육군병원; 1971년 1월 11일, 해체.
- 제18육군병원; 1950년 9월 19일, 울산 태화국민학교에서 창설.; 1971년 1월 11일, 해체.
  - 제1분동; 1950년 10월 3일, 서울외과대학에 설치.;
  - 제2분동; 1950년 10월 3일, 서울 매동국민학교에 설치.; 11월 13일, 경복중학교로 이동.
- 제23육군병원; 1950년 10월 1일, 경남 울산 울산공업농림학교에서 창설.; 1971년 1월 11일, 해체.
- 제26육군병원; 1971년 1월 11일, 국군마산병원으로 재편성.
- 제27육군병원; 1950년 11월 1일, 서울 제동국민학교에서 창설.; 1958년 11월 15일, 해체.
- 제28육군병원; 1971년 1월 11일, 해체.
- 제31육군정양병원; 1950년 12월 12일, 충남 대전에서 창설.; 1958년 11월 15일, 해체.
- 제33육군병원; 1971년 1월 11일, 해체.
- 제36육군병원; 1950년 12월 16일, 부산에서 창설.; 26으로 서수 변경.
- 제59육군병원; 1950년 9월 15일, 창설.
- 제63육군병원; 1951년 12월 5일, 충남 대전에서 창설.; 33으로 서수 변경.
- 제77육군병원; 1951년 11월 24일, 전남 광주에서 창설.; 17으로 서수 변경.
- 제98육군병원; 1952년 6월 9일, 제주도 모슬포에서 창설.; 28으로 서수 변경.
- 제109육군병원; 1953년 6월 20일, 온양에서 창설.
- 제116육군병원; 16으로 서수 변경.
- 제121육군병원; 1954년 1월 7일(혹은 3월 15일) , 강원 원주에서 창설.; 1954년 5월 1일, 후송병원으로 재편성.
- 제133육군병원; 1954년 3월 15일, 충북 청주에서 창설.; 1955년 9월 25일, 해체.
- 제152육군병원; 1955년 9월 25일, 해체.
- 제165육군병원; 1954년 5월 15일, 경북 경주에서 창설.; 1955년 9월 25일, 해체.
- 제171정양병원; 1954년 1월 1일, 경북 경주에서 창설.
- 제181정양병원; 1954년 3월 15일, 충남 온양에서 창설.; 1966년 10월 1일, 해체.

- 밀양결핵병원; 1971년 6월 30일, 해체 및 마산병원에 통합됨.
- 수도육군병원; 1949년 7월 1일, 개원.; 1953년 10월 3일, 36으로 서수 변경.; 1971년 1월 국방부로 이관되고 국군수도통합병원으로 개칭.

- 국군강릉병원;
- 국군고양병원; 1984년 8월 20일, 106야전병원에서 재편성.; 2011년 7월 1일, 국군벽제병원에서 개칭.
- 국군광주병원; 1964년 전라남도 광주시에서 국군광주통합병원으로 개칭. 1984년 8월 1일, 통합 명칭 삭제.; 2007년, 국군함평병원으로 개명.
- 국군구리병원; 2017년 10월 1일, 국군청평병원에서 개칭.
- 국군논산병원; 1971년 1월 15일, 제2훈련소지구병원으로 개원; 1984년 8월 20일, 국군논산병원으로 재편성.
- 국군대구병원; 1971년 1월 11일, 제1육군병원에서 재편성.
- 국군대전병원; 1971년,  국군대전통합병원으로 개원.; 1984년 8월 1일, 통합 명칭 삭제.
- 국군덕정병원; 1954년, 덕정육군병원으로 개원. 2004년 5월, 국군창동병원과 통합. 국군양주병원으로 개원
- 국군부산병원; 1971년, 국군부산통합병원으로 개원. 1984년 8월 1일, 통합 명칭 삭제.
- 국군마산병원; 2009년 폐원.
- 국군수도병원; 1971년 1월, 국군수도통합병원에서 개명.; 1984년 8월 1일, 통합 명칭 삭제.
  - 분원; 1971년 9월 20일, 국군수도통합병원 본원이 이사하고 남은 분원 시설로 지정.; 1977년 12월 12일, 서울지구병원으로 개명.
- 국군서울지구병원; 1977년 12월 12일, 국군수도통합병원 분원에서 개명.
- 국군양주병원; 2004년, 국군덕정병원, 국군창동병원 통폐합 후 개원.
- 국군원주병원; 1984년 8월 20일, 개원.
- 국군창동병원; 2004년 5월, 국군덕정병원과 통합.
- 국군철정병원; 2010년, 국군홍천병원으로 개칭.
- 국군청평병원; 불명, 개교.; 2017년 10월 1일, 국군구리병원으로 개명.
- 국군춘천병원; 1984년 8월 20일, 101야전병원에서 재편성.
- 국군현리병원; 1984년 8월 20일, 102야전병원에서 재편성.
- 국군일동병원; 1984년 8월 20일, 103야전병원에서 재편성.
- 국군벽제병원;
- 국군홍천병원;
- 국군함평병원; 2007년, 국군광주병원에서 개명.

### 후송병원
- 제6후송병원; 1965년 6월 7일, 야전병원에서 재편성.
- 제7후송병원; 1964년 7월 15일, 제1이동외과병원으로 재편성.
- 제51후송병원; 1984년 8월 20일, 국군원주병원으로 재편성.
- 제57후송병원; 1984년 8월 20일, 국군청평병원으로 재편성.
- 제59후송병원; 1984년 8월 20일, 국군창동병원으로 재편성.
- 제101후송병원; 1974년 12월 1일, 해체.
- 제102후송병원; 1974년 12월 1일, 해체.
- 제103후송병원; 1974년 12월 1일, 해체.
- 제105후송병원; 1974년 12월 1일, 해체.
- 제106후송병원;
- 제107후송병원; 1966년 8월 14일, 창설.
- 제121육군병원; 1954년 3월 15일, 강원 원주에서 창설.; 1954년 5월 1일, 후송병원으로 재편성.
- 파월후송병원; 1966년 6월 10일, 창설.

### 야전병원
- 제2야전병원; 1954년 3월 15일, 강원 인제에서 창설.
- 제5야전병원; 1954년 5월 15일, 대구에서 창설.
- 제6야전병원; 1965년 6월 7일, 후송병원으로 재편성.
- 제101야전병원; 1974년 12월 1일, 춘천에서 창설 및 제2군단 예속.; 1984년 8월 20일, 국군춘천병원으로 재편성.
- 제102야전병원; 1974년 12월 1일, 현리에서 창설 및 제2군단 예속.; 1984년 8월 20일, 국군현리병원으로 재편성.
- 제103야전병원; 1974년 12월 1일, 일동에서 창설 및 제5군단 예속.; 1984년 8월 20일, 국군일동병원으로 재편성.
- 제105야전병원; 1974년 12월 1일, 덕정에서 창설 및 제6군단 예속.; 1984년 8월 20일, 국군덕정병원으로 재편성.
- 제106야전병원; 1974년 12월 1일, 벽제에서 창설 및 제1군단 예속.; 1984년 8월 20일, 국군벽제병원으로 재편성.

### 외과병원
- 제1외과병원; 201으로 서수 변경.
- 제2외과병원; 202으로 서수 변경.
- 제3외과병원; 203으로 서수 변경.
- 제5외과병원; 205으로 서수 변경.
- 제6외과병원; 206으로 서수 변경.
- 제7외과병원; 207으로 서수 변경.
- 제8외과병원; 208으로 서수 변경.
- 제9외과병원; 209으로 서수 변경.
- 제11외과병원; 211으로 서수 변경.
- 제12외과병원; 212으로 서수 변경.
- 제15외과병원; 215으로 서수 변경.
- 제16외과병원; 216으로 서수 변경.
- 제201외과병원; 1974년 12월 1일, 해체.
- 제202외과병원; 1974년 12월 1일, 해체.
- 제203외과병원; 1974년 12월 1일, 해체.
- 제206외과병원; 1974년 12월 1일, 해체.
- 제207외과병원; 1974년 12월 1일, 해체.
- 제209외과병원; 1966년 4월 29일, 편성.; 1974년 12월 1일, 해체.
- 제211외과병원; 1974년 12월 1일, 해체.
- 제212외과병원; 1974년 12월 1일, 해체.
- 제215외과병원; 1974년 12월 1일, 해체.
- 제216외과병원; 1974년 12월 1일, 해체.

- 제1이동외과병원; 1950년 7월 9일, 제1외과치료반으로 수원에서 창설.; 1951년 3월 20일, 제이동외과병원으로 재편성.; 1964년 7월 15일, 제7후송병원에서 재편성됨.; 1968년, 201로 서수 변경.;
- 제2외과치료반; 1950년 7월 9일, 제2외과치료반으로 대전에서 창설.; 1951년 3월 20일, 제2이동외과병원
- 제3외과치료반; 1950년 7월 9일, 제3외과치료반으로 금호에서 창설.; 1951년 3월 20일, 제3이동외과병원으로 재편성.
- 제5외과치료반; 1950년 12월 11일, 제5외과치료반으로 서울에서 창설.; 1951년 3월 20일, 제5이동외과병원으로 재편성.
- 제6외과치료반; 1950년 12월 19일, 제6외과치료반으로 종로에서 창설.; 1951년 3월 20일, 제6이동외과병원으로 재편성.
- 제7이동외과병원; 1951년 11월 24일, 전북 남원에서 창설.
- 제8이동외과병원; 1953년 3월 5일, 강원 양구에서 창설.
- 제9이동외과병원; 1953년 6월 10일, 대구에서 창설.
- 제11이동외과병원; 1953년 7월 31일, 대구에서 창설.
- 제12이동외과병원; 1954년 3월 15일, 대구에서 창설.
- 제15이동외과병원; 1954년 5월 15일, 대구에서 창설.
- 제201이동외과병원; 1968년, 1에서 서수 변경.; 1973년 2월 3일, 베트남에서 해체.
- 제209이동외과병원; 1973년 3월 18일, 베트남에서 해체.
- 제221이동외과병원; 1972년 3월 18일, 베트남에서 해체.
- 제235이동외과병원; 1984년 9월 1일, 국군동해병원으로 재편성.

### 후방병원
- 제6후방병원; 1967년 11월 30일, 106으로 서수 변경.
- 제7후방병원; 1967년 11월 30일, 57로 서수 변경.
- 제51후방병원; 1967년 11월 30일, 121서수 변경.
- 제57후방병원; 1967년 11월 30일, 6에서 서수 변경.
- 제106후방병원; 1967년 11월 30일, 6에서 서수 변경.
- 제121후방병원; 1967년 11월 30일, 51로 서수 변경.

## 참고
- “國軍醫務司令部50年史” (PDF). 國軍醫務司令部. 2004년 10월. 2017년 10월 31일에 원본 문서 (PDF)에서 보존된 문서. 2019년 11월 25일에 확인함.